# Kembachtal
Das Gebiet Kembachtal ist ein 743 ha großes Landschaftsschutzgebiet auf der Gemarkung der Stadt Wertheim im Main-Tauber-Kreis in Baden-Württemberg. Es wurde mit Verordnung vom 30. November 1984 ausgewiesen (LSG-Nummer 1.28.010).

## Geschichte
Durch die Ausweisung des Landschaftsschutzgebiets Kembachtal am 30. November 1984 verringerte sich die Fläche des Landschaftsschutzgebiets Wertheim um zwei Hektar.

## Schutzzweck
Wesentlicher Schutzzweck ist die Erhaltung des charakteristischen Landschaftsbildes, die Bewahrung vor Belastungen des Naturhaushaltes und Beeinträchtigungen des Landschaftsbildes sowie die Sicherung des Gebietes als Lebensraum für die Tier- und Pflanzenwelt und als Erholungsraum für die Allgemeinheit.